# Chicoreus ramosus
Chicoreus ramosus (nomeada, em inglês, Ramose Murex, Branched Murex ou Giant Murex; em francês, Murex Rameux; em português, Múrice-ramificado) é uma espécie de molusco gastrópode marinho do gênero Chicoreus, pertencente à família Muricidae. Foi classificada por Linnaeus em 1758, descrita como Murex ramosus em sua obra Systema Naturae; elevada à espécie-tipo de seu gênero. É nativa do Indo-Pacífico e já esteve classificada no gênero Murex, sendo a maior espécie desta família.

## Descrição da concha
Chicoreus ramosus possui concha com mais de 30 centímetros de comprimento, quando desenvolvida; pesada, de volta corporal inflada e de coloração branca, mais raramente de coloração laranja ou castanha. Apresenta espiral moderadamente baixa, canal sifonal largo, destacado, e relevo de estrias espirais, frequentemente em pardo, sobre sua superfície, com espinhos ramificados, curvados para cima, em suas varizes; em número de 3 varizes por volta, com 1 ou 2 elevações entre elas. Columela lisa e mais ou menos salmão a laranja. Abertura dotada de opérculo córneo, de coloração castanha.

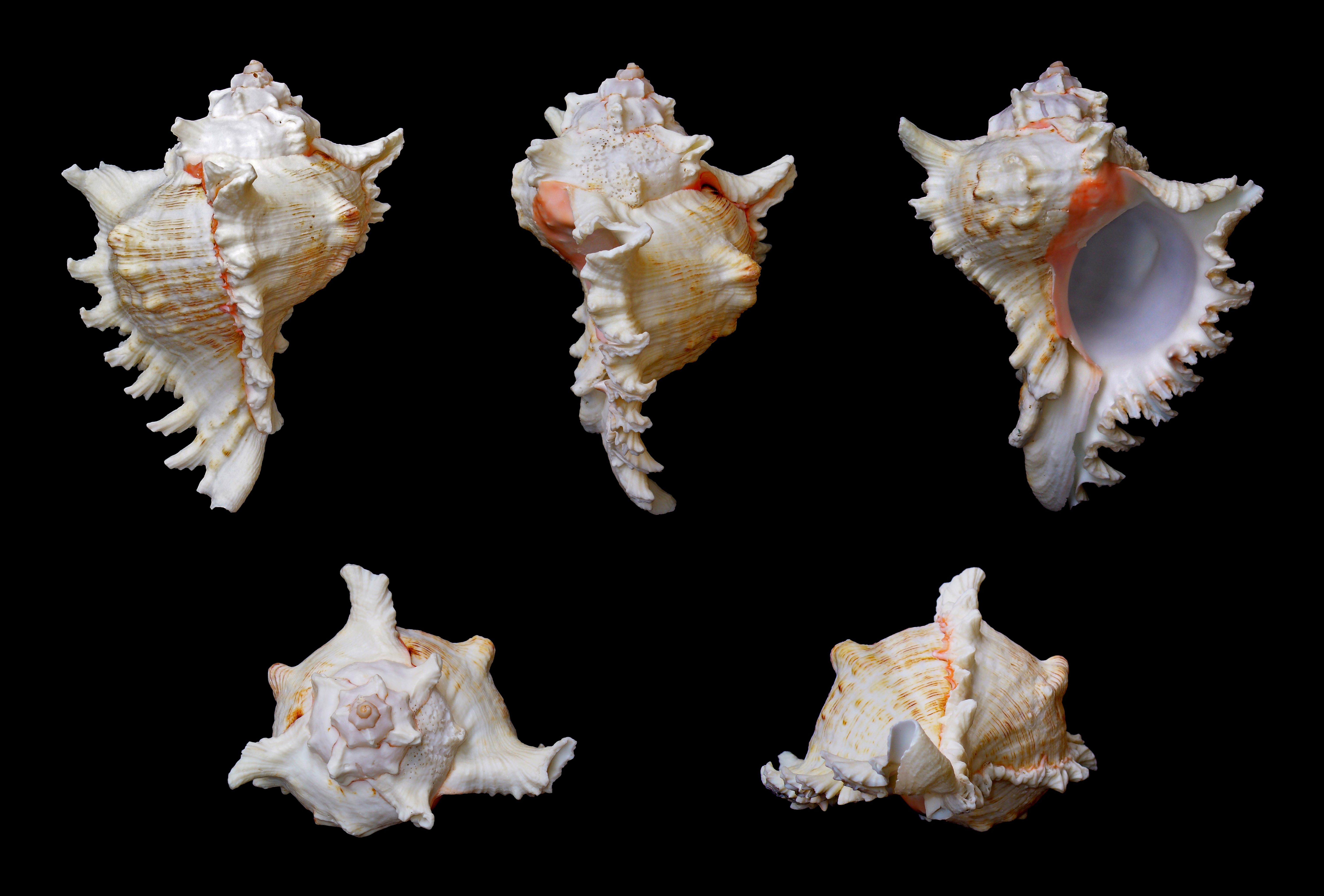
Cinco vistas de espécime de C. ramosus, mostrando sua columela de cor salmão.

## Habitat, distribuição geográfica, alimentação e uso
Esta espécie é encontrada extensamente espalhada no Indo-Pacífico e Pacífico Ocidental, ocorrendo do leste da África e sudoeste da Ásia, incluindo África do Sul, Moçambique, Madagáscar, Maurícia, Tanzânia, Mar Vermelho, Golfo de Omã, Aldabra e Arquipélago de Chagos, até a Polinésia oriental; mas também no sul do Japão, Nova Caledônia e Queensland, no nordeste da Austrália, habitando fundos de areia, perto de recifes de corais, a profundidades de cerca de 10 metros. É espécie carnívora, que se alimenta de outros moluscos; considerada uma praga para os criadores de ostras perlíferas. A concha de Chicoreus ramosus é amplamente utilizada no comércio de souvenirs e de artesanato, pelo homem. Também pode ser utilizada como instrumento de sopro ao ser perfurada na região de sua protoconcha, como um búzio.

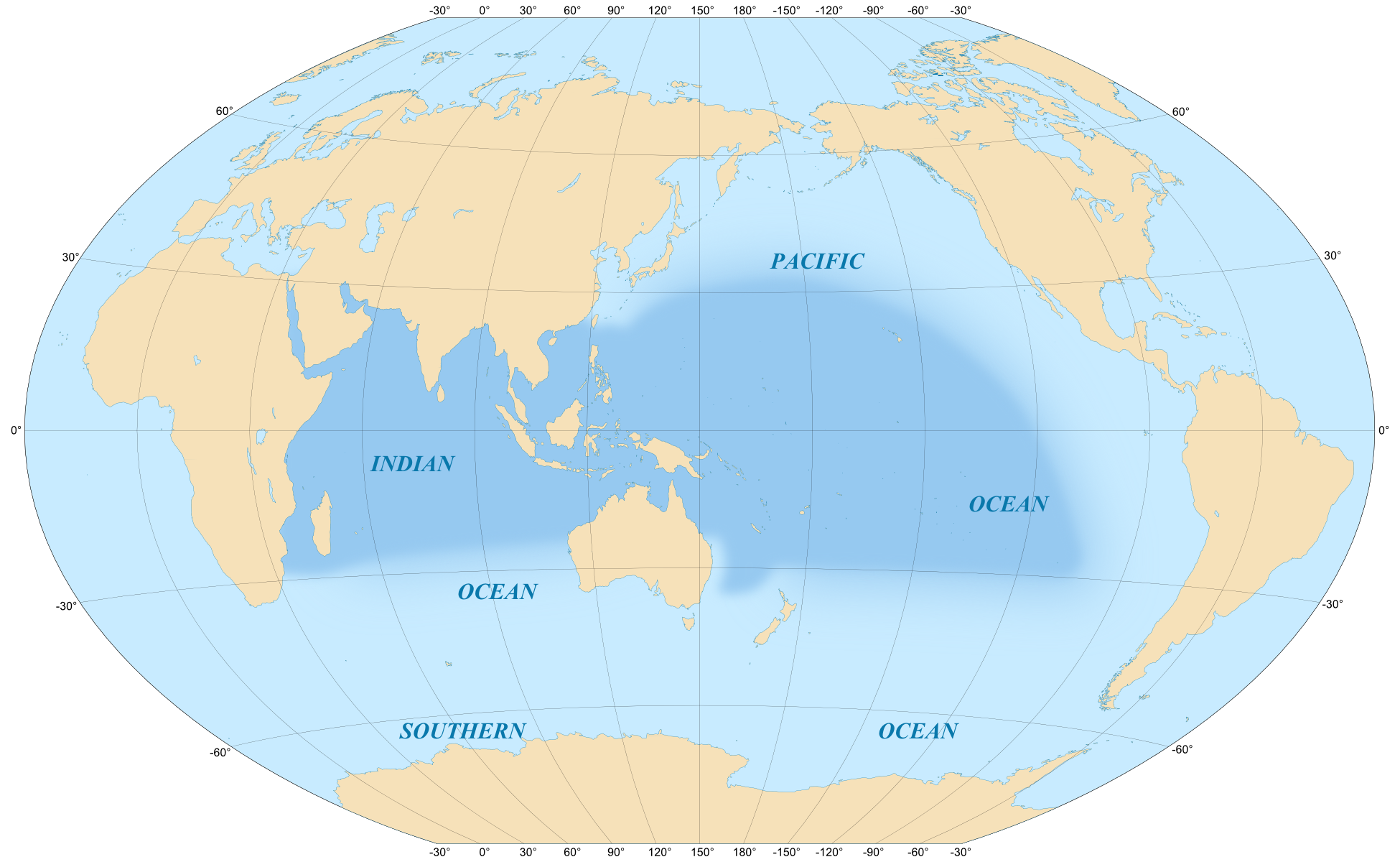
A região do Indo-Pacífico e Pacífico Ocidental (no mapa) é o habitat da espécie C. ramosus.